# Джованни II да Варано
Джованни II да Варано (итал. Giovanni II da Varano) (ум. 1433) — итальянский кондотьер, сеньор Камерино с 1424 (правил совместно с братом — Пьерджентиле).
Сын Родольфо III да Варано и его второй жены Констанцы Смедуччи.
Начал военную карьеру в 1423 году вместе с Браччо да Монтоне и Никколо Пиччинино. Начиная с 1425 г. служил папе Мартину V, Флоренции, Милану, Венеции.
После смерти отца (1424) вместе с братом Пьерджентиле стал правителем Камерино. Другие братья, — Джентильпандольфо и Берардо, сыновья Родольфо III от его первой жены Елизаветы Малатеста, хотя и считались соправителями, начиная с 1430 г. фактически оказались отстранёнными от власти.
Они составили заговор, заручившись при этом поддержкой Джованни Мария Вителлески — епископа Мачераты и Реканати.
6 сентября 1433 года в Сан-Северино заговорщики убили Пьерджентиле, а вскоре затем в Камерино — Джованни II.
Однако они продержались у власти недолго. Берардо был убит в Толентино 12 июля 1434 года восставшими горожанами. После этого Камерино было провозглашено республикой.
Женой Джованни II была Бартоломеа Смедуччи. Единственный сын — Джулио Чезаре (1434—1502), сеньор Камерино с 1444, кондотьер и меценат.